# Kaprekar-Zahl
In der Mathematik ist eine Kaprekar-Zahl, benannt nach dem indischen Mathematiker D. R. Kaprekar, die Grundzahl a für eine Quadratzahl a², deren Ziffernfolge (in einem Zahlensystem zur Basis b) in zwei Teile aufgeteilt werden kann, die miteinander addiert die Grundzahl a ergeben.

## Beispiele
Die Zahl 297 ist eine Kaprekar-Zahl zur Basis 10; denn 297² = 88209 und 297 = 88 + 209.
Der zweite Zahlenteil muss positiv sein, darf aber eine oder mehrere vorangehende Nullen enthalten. So ist 999 eine Kaprekar-Zahl zur Basis 10; denn 999² = 998001 und 999 = 998 + 001 (= 1). 100 ist jedoch keine Kaprekar-Zahl, obwohl 100² = 10000 und 100 + 00 = 100, aber der zweite Teil (00) ist nicht positiv.

## Kaprekar-Zahlen zur Basis 10
Die ersten Kaprekar-Zahlen zur Basis 10 lauten:
1, 9, 45, 55, 99, 297, 703, 999,  2223, 2728, 4879, 4950, 5050, 5292, 7272, 7777, 9999, 17344, 22222, 38962, 77778, 82656, 95121, 99999, 142857, 148149, 181819, 187110, 208495, 318682, 329967, 351352, 356643, 390313, 461539, 466830, 499500, 500500, 533170 
Die Kaprekar-Zahlen dürfen nicht mit der Kaprekar-Konstanten, z. B. 6174, verwechselt werden.